# Аеродром Москва-Шереметјево
Међународни аеродром Александар Пушкин Шереметјево (рус. Международный аэропорт Шереметьево имени А. С. Пушкина) је међународни аеродром у Московској области, поред града Химки, и најпрометнија ваздушна лука града Москве. Шереметјево је од средишта града удаљено 29 километара северозападно и налази се на аутопуту ка Санкт Петербургу. Заједно са још четири аеродрома (Домодедово, Внуково и Жуковски), чини ваздушно чвориште главног града Русије.
Шереметјевски аеродром је 2018. године забележио више од 45 милиона путника. По овоме аеродром припада скупу од 50 најпрометнијих светских аеродрома. Такође, то је једини руски аеродром са прекоатлантским летовима (ка САД).
На аеродрому се налази седиште авио-компаније „Аерофлот”, а авио-чвориште је и за „Росија Ерланјс”, „Нордвинд Ерланјс”, „Пегаз Флај”, „Ројал Флајт” и „Урал Ерлајнс”.
Од 2018. године аеродром Шереметјево носи и име познатог руског песника и писца Александра Пушкина.

## Авио-компаније и дестинације
Следеће авио-компаније користе Аеродром Шереметјево:
| Airlines                    | Destinations |
| --------------------------- | --- |
| Aeroflot                    | Abakan, Abu Dhabi, Adana/Mersin, Almaty, Ankara, Antalya, Aqtau, Arkhangelsk–Talagi, Astana, Astrakhan, Baku, Bangkok–Suvarnabhumi, Barnaul, Beijing–Daxing, Bishkek, Cairo, Cheboksary, Chelyabinsk, Colombo–Bandaranaike, Delhi, Denpasar, Dubai–International, Elista, Enfidha, Fergana, Gorno-Altaysk, Grozny, Guangzhou, Havana, Ho Chi Minh City, Hurghada, Irkutsk, Issyk-Kul, Istanbul, Izhevsk, Kaliningrad, Kazan, Kemerovo, Khabarovsk, Khanty-Mansiysk, Krasnoyarsk, Magas, Magnitogorsk, Makhachkala, Malé, Mauritius, Mineralnye Vody, Minsk, Murmansk, Nha Trang, Nizhnekamsk, Nizhnevartovsk, Nizhny Novgorod, Novokuznetsk, Novosibirsk, Omsk, Orenburg, Orsk, Osh, Penza, Perm, Petropavlovsk-Kamchatsky, Phuket, Saint Petersburg, Samara, Sanya, Saratov, Shanghai–Pudong, Sharm El Sheikh, Shymkent, Sochi, Stavropol, Surgut, Syktyvkar, Tashkent, Tehran–Imam Khomeini, Tomsk, Tyumen, Ufa, Ulan-Ude, Ulyanovsk–Baratayevka, Urgench, Vladikavkaz, Vladivostok, Volgograd, Yakutsk, Yekaterinburg, Yerevan, Yuzhno-Sakhalinsk Seasonal: Bodrum, Dalaman, Goa–Mopa, Hong Kong, Mahé, Varadero |
| Air Algérie                 | Algiers |
| Air Cairo                   | Sharm El Sheikh |
| Air China                   | Beijing–Capital, Ürümqi |
| Air Dilijans                | Yerevan |
| Air Serbia                  | Belgrade |
| AlMasria Universal Airlines | Seasonal: Hurghada, Sharm El Sheikh |
| Ariana Afghan Airlines      | Kabul, Mazar-i-Sharif |
| Armenian Airlines           | Yerevan (suspended) |
| Azur Air                    | Seasonal charter: Antalya |
| Beijing Capital Airlines    | Hangzhou, Qingdao |
| Belavia                     | Brest, Homiel, Mahilyow, Minsk |
| Centrum Air                 | Tashkent |
| China Eastern Airlines      | Beijing–Daxing, Shanghai–Pudong, Shenyang, Xi'an |
| China Southern Airlines     | Beijing–Daxing, Guangzhou, Shenzhen, Ürümqi |
| Etihad Airways              | Abu Dhabi |
| Hainan Airlines             | Beijing–Capital, Haikou |
| Ikar                        | Changchun |
| Mahan Air                   | Tehran–Imam Khomeini |
| Nordwind Airlines           | Astrakhan, Bokhtar, Kaliningrad, Kazan, Makhachkala, Mineralyne Vody, Orenburg, Orsk, Perm, Saint Petersburg, Saransk, Sochi, Tehran–Imam Khomeini, Tyumen, Vladikavkaz Seasonal charter: Porlamar |
| Oman Air                    | Muscat |
| Pobeda                      | Astrakhan, Barnaul, Cheboksary, Chelyabinask, Irkutsk, Kaliningrad, Kazan, Kirov, Krasnoyarsk, Magas, Makhachkala, Mineralnye Vody, Murmansk, Nalchik, Nizhnekamsk, Novosibirsk, Omsk, Perm, Saint Petersburg, Samara, Saratov, Sochi, Stavropol, Tomsk, Tyumen, Ufa, Vladikavkaz, Volgograd, Yekaterinburg |
| Qatar Airways               | Doha |
| Red Sea Airlines            | Seasonal charter: Sharm El Sheikh |
| Rossiya Airlines            | Almaty, Anadyr, Antalya, Arkhangelsk–Talagi, Astana, Astrakhan, Atyrau, Baku, Blagoveshchensk, Bukhara, Chelyabinsk, Istanbul, Izhevsk, Kaliningrad, Karagandy, Khabarovsk, Kostanay, Magadan, Magnitogorsk, Mineralnye Vody, Murmansk, Nizhny Novgorod, Penza, Saint Petersburg, Samara, Samarqand, Sochi, Syktyvkar, Tyumen, Ufa, Ulyanovsk–Baratayevka, Urgench, Volgograd, Yekaterinburg, Yerevan, Yuzhno-Sakhalinsk Seasonal charter: Hurghada, Sharm El Sheikh |
| Royal Air Maroc             | Casablanca |
| SCAT Airlines               | Almaty, Astana |
| Severstal Avia              | Cherepovets, Petrozavodsk, Ukhta |
| Shirak Avia                 | Yerevan |
| Sichuan Airlines            | Chengdu–Tianfu |
| Smartavia                   | Arkhangelsk–Talagi, Kaliningrad, Kazan, Makhachkala, Murmansk, Novosibirsk, Saint Petersburg, Samara, Sochi, Ulan-Ude, Yekaterinburg |
| Southwind Airlines          | Seasonal charter: Antalya, Bodrum (begins 2025-05-31), Dalaman, Istanbul |
| Tianjin Airlines            | Seasonal: Chongqing |
| Vietnam Airlines            | Hanoi |
| Yamal Airlines              | Novy Urengoy, Salekhard |

## Копнени превоз

### Воз
Aeroexpress, подружница Руских железница саобраћа линијом без заустављања, која повезује аеродром са станицом Белоруски у центру Москве. Путовање у једном правцу траје 35 минута. Возови нуде подесива седишта, простор за пртљаг, тоалете, електричне утичнице. Доступни су и вагони бизнис класе.